# Echinus wallisi
Echinus wallisi is een zee-egel uit de familie Echinidae.
De wetenschappelijke naam van de soort werd in 1880 gepubliceerd door Alexander Agassiz.